# Crustulina obesa
Crustulina obesa là một loài nhện trong họ Theridiidae.
Loài này thuộc chi Crustulina. Crustulina obesa được Lucien Berland miêu tả năm 1920.